# Velenice u Zákup
Velenice (deutsch Wellnitz) ist eine Gemeinde des Okres Česká Lípa in der Region Liberec im Norden der Tschechischen Republik. Sie liegt im Süden des Lausitzer Gebirges an der Straße von Zákupy (Reichstadt) nach Cvikov (Zwickau in Böhmen) im Tal des Flüsschens Svitávka (Zwittebach).

## Geschichte
Velenice war einst eines der Zentren der Spiegelfabrikation in Böhmen. Nördlich des Ortes im Zwittetal bestand von 1767 an die von Graf Josef Max Kinsky errichtete Spiegelfabrik Wellnitz. 1854 wurde die Spiegelfabrik Rabstein gegründet, deren markantes, unter einem großen Felsüberhang gelegenes Produktionsgebäude auch heute noch erhalten ist. Der für die Spiegelproduktion nötige Glassand wurde in unmittelbarer Nähe der Spiegelfabriken unter Tage gewonnen. Die seinerzeit entstandenen unterirdischen Abbaue („Wüste Kirche“) befinden sich sämtlich nahe der Straße nach Svitava (Zwitte) und sind öffentlich zugänglich. Verwaltungstechnisch bildete Wellnitz ab der Mitte des 19. Jahrhunderts eine Gemeinde im Gerichtsbezirk Haida bzw. im Bezirk Böhmisch Leipa.

## Sehenswürdigkeiten
In der Ortschaft befindet sich die Barockkirche der Heiligen Dreifaltigkeit von 1735. Westlich des Dorfes liegen auf dem Schloßberg die Reste einer mittelalterlichen Burg. Die bedeutendste Sehenswürdigkeit des Ortes ist das um 1711 geschaffene Heilige Grab (Boží hrob), eine in einer künstlichen Höhle angelegte Kapelle.

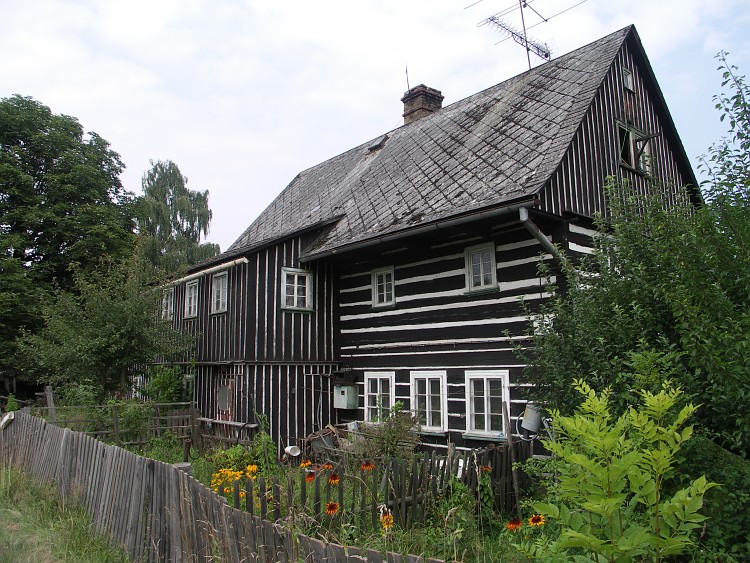
Typisches Blockhaus in Velenice